# Копривнички-Иванец
Копривнички-Иванец (хорв. Koprivnički Ivanec) — община с центром в одноимённом посёлке на севере Хорватии, в  Копривницко-Крижевацкой жупании. Население — 1194 человека в самом посёлке и 2110 человека во всей общине (2011). Подавляющее большинство населения — хорваты (99 %). В состав общины, кроме самого Копривнички-Иванеца, входит ещё 4 деревни с населением от 127 до 494 человек. Большинство населения занято в сельском хозяйстве.
Посёлок расположен на Подравинской низменности в 4 километрах к северу от города Копривница, с которым связан местной дорогой.
Иванец получил имя по церковному приходу и церкви Святого Иоанна Крестителя. На гербе посёлка изображено Крещение Иисуса Иоанном. Дополнение «Копривнички» посёлок получил для того, чтобы отличать его от одноимённого города в Вараждинской жупании. Впервые упомянут в 1334 году.